# 1979 у кіно

## Події
- 10 серпня — режисер Сем Реймі, продюсер Роберт Таперт і актор Брюс Кемпбелл заснували кінокомпанію Renaissance Pictures.

## Фільми

### Світове кіно
- 1941 /  США
- Акторка, долари і трансильванці /  Румунія
- Апокаліпсис сьогодні /  США
- Арабські пригоди /  Велика Британія
- Бляшаний барабан /  ФРН,  Франція,  Польща,  Югославія
- Будучі там /  США
- Буря /  Велика Британія
- Без гріха не виймеш й рибку зі ставка /  Італія
- Буття Браяна за Монті Пайтоном /  Велика Британія
- Весь цей джаз /  США
- Виводок /  Канада
- Волосся /  США
- Ґолем /  Польща
- Дикі ліжка /  Італія,  Іспанія
- Дракула /  США,  Велика Британія
- Елвіс /  США
- Європейці /  Велика Британія
- Заміжжя Марії Браун /  ФРН
- Затор — неймовірна історія /  Італія,  Франція,  ФРН,  Іспанія
- Зомбі 2 /  Італія
- Зоряний шлях: Фільм /  США
- Ісус /  США
- Калігула /  Італія
- Капітан Америка 2 /  США
- Китайський синдром /  США
- Кінолюбитель /  Польща
- Крамер проти Крамера /  США
- Краще пізно, ніж ніколи /  США
- Красиво піти /  США
- Леді зникає /  Велика Британія
- Мангеттен /  США
- Мандрівники /  США
- Медсестра у військовій палаті /  Італія
- Метелики-вбивці /  Гонконг
- Метеор /  США,  Гонконг
- Моя блискуча кар'єра /  Австралія
- Мудра кров /  США,  ФРН
- Мунрейкер /  Велика Британія
- Носферату — привид ночі /  ФРН,  Франція
- Оксамитові ручки /  Італія
- Острів Ведмежий /  Велика Британія,  Канада
- Перехід /  Велика Британія
- Подорож у машині часу /  США
- Поліцейська у відділку моралі /  Італія
- Помста - моя /  Японія
- Роккі 2 /  США
- Шалений Макс /  Австралія
- Спрага /  Австралія
- Субота, неділя та п'ятниця /  Італія,  Іспанія
- Тесс /  Франція,  Велика Британія
- Третє покоління /  ФРН
- Угорська рапсодія /  Угорщина
- Учителька дурить... усі класи /  Італія
- Чорна послідовність /  Франція
- Чужий /  США,  Велика Британія
- Янкі /  США,  Велика Британія

### СРСР
- А чи людина він?
- Акванавти
- Активна зона
- Антарктична повість
- Ах, водевіль, водевіль...
- Візьми мене з собою
- Готель «Біля загиблого альпініста»
- День повернення
- Живіть довго
- Жінка здалеку
- За скляними дверима
- Москва сльозам не вірить
- Сталкер
- Той самий Мюнхгаузен
- Троє в одному човні, як не рахувати собаки
- Шерлок Холмс і доктор Ватсон

### УРСР
- Алегро з вогнем
- Вавилон ХХ
- Вигідний контракт
- Дачна поїздка сержанта Цибулі
- Дізнайся мене
- Дощ у чужому місті
- Дударики
- Забудьте слово «смерть»
- Іподром
- Камертон
- Квітка папороті (мультфільм)
- Козаки-розбійники
- Кошеня (мультфільм)
- Мій генерал
- Місце зустрічі змінити не можна
- Оглядини
- Особливо небезпечні...
- Під сузір'ям Близнюків
- Пригоди Електроніка
- Розколоте небо
- Своє щастя
- Сімейне коло
- Хазяїн
- Циган (мінісеріал)
- Чекайте зв'язкового

## Персоналії

### Народилися
- 14 січня — Миронер Фелікс Юхимович, український радянський кінорежисер і сценарист.
- 17 січня — Мікаела Рамадзотті, італійська акторка.
- 21 січня — Елоді Наварр, французька акторка.
- 14 лютого — Жослін Ківрен, французький актор.
- 27 лютого — Альба Рорвахер, італійська акторка.
- 15 березня — Євген Циганов, російський актор.
- 2 квітня — Салім Кеш'юш, французький актор алжирського походження.
- 3 липня — Людівін Саньє, французька акторка.
- 30 липня — Клотильда Ем, французька акторка.
- 16 листопада — Морозов Олексій Валентинович, російський актор театру і кіно.

### Померли
- 18 січня — Зубков Валентин Іванович, радянський актор.
- 10 лютого — Баришева Тетяна Семенівна, російська і радянська акторка театру і кіно.
- 27 лютого — Джон Франсіс Сайтс, американський кінематографіст і винахідник (нар. 1892).
- 15 березня — Ліпшиць Григорій Йосифович, український кінорежисер.
- 22 березня — Бен Лайон, американський актор.
- 10 квітня — Ніно Рота, італійський композитор, автор музики до багатьох фільмів.
- 11 квітня — Леонід Федорович Биков, радянський режисер, сценарист, актор.
- 7 травня — Олексій Макарович Смирнов, радянський актор, Заслужений артист РРФСР.
- 26 травня — Джордж Брент, американський актор кіно і телебачення ірландського походження.
- 29 травня — Мері Пікфорд, американська акторка, продюсерка, режисерка та сценаристка.
- 6 червня — Джек Гейлі, американський актор (нар. 1898).
- 11 червня — Джон Вейн, американський актор.
- 14 червня — Девід Батлер, американський актор, режисер, продюсер, сценарист кіно і телебачення.
- 2 липня — Шепітько Лариса Юхимівна, українська радянська кінорежисерка, сценаристка, акторка.
- 28 липня — Джордж Сітон, американський кінорежисер, сценарист, продюсер.
- 2 серпня — Бабіївна Ганна Іллівна, українська акторка театру й кіно.
- 26 серпня — Міка Валтарі, письменник, класик фінської літератури, кіносценарист, драматург і поет.
- 7 вересня — Григор'єв Михайло Григорович, радянський і український кінорежисер, сценарист.
- 24 вересня — Карл Леммле (молодший), американський підприємець, продюсер (нар. 1908).
- 3 жовтня — Дороті Петерсон, американська акторка (нар. 1897).
- 4 жовтня — Телегіна Валентина Петрівна, радянська російська акторка театру і кіно.
- 12 жовтня — Шарлотта Міно, американська акторка.
- 15 жовтня — Кузьміна Олена Олександрівна, радянська кіноакторка.
- 19 жовтня — Фріц Діц, німецький (НДР) актор.
- 1 листопада — Саро Урці, італійський актор (нар. 1913).
- 22 листопада:
  - Помєщиков Євген Михайлович, радянський російський кінодраматург і педагог.
  - Чернов Олексій Петрович, радянський російський актор театру і кіно.
- 23 листопада — Мерль Оберон, британська акторка.
- 26 листопада — Луковський Ігор Володимирович, радянський сценарист і драматург.
- 30 листопада — Габрієль Дорзіа, французька акторка театру та кіно.
- 8 грудня — Гриценко Микола Олімпійович, український і радянський актор театру і кіно.
- 15 грудня — Павло Массальський, радянський актор театру і кіно, народний артист СРСР.
- 22 грудня — Дерріл Занук, американський продюсер, сценарист, режисер та актор (нар. 1902).
- 25 грудня — Джоан Блонделл, американська акторка.
- 26 грудня — Арнштам Лев Оскарович, радянський сценарист, кінорежисер.
- 28 грудня — Толубєєв Юрій Володимирович, радянський актор театру і кіно.

## Звання, нагороди
- Народний артист СРСР
  - Грипич Володимир Григорович